# Kendall Anthony
Kendall Lamont Anthony (Jackson, 13 gennaio 1993) è un cestista statunitense.

## Palmarès
- Liga Leumit: 1

Bnei Herzliya: 2019-20